# Roosa Söderholm
Roosa Söderholm (* 23. Mai 1994 in Finnland) ist eine finnische Schauspielerin.

## Biografie
Roosa Söderholm wurde am 23. Mai 1994 in Finnland geboren. Ihr Debüt gab sie 2013 in dem Film Apeiron. Danach spielte sie in He ovat paenneet die Hauptrolle. Söderholm studierte an der Theaterakademie Helsinki. Anschließend trat sie 2016 in Lunastus auf. Ihre nächste Hauptrolle bekam Söderholm 2019 in dem Film Baby Jane. 2021 war sie in der Serie Maria Kallio zu sehen. Unter anderem wurde Söderholm 2023 für dir Serie Nurses gecastet.

## Filmografie
Filme
- 2013: Apeiron
- 2014: He ovat paenneet
- 2016: Lunastus
- 2019: Baby Jane

Serien
- 2021: Maria Kallio
- 2023: Nurses